# 10015 Valenlebedev
10015 Valenlebedev
10015 Valenlebedev là một tiểu hành tinh vành đai chính với chu kỳ quỹ đạo là 1194.3656596 ngày (3.27 năm).
Nó được phát hiện ngày 27 tháng 9 năm 1978.
Tiểu hành tinh được đặt tên sau tên Valentin Lebedev.